# Войнар Мелетій Михайло
Мелетій Войнар (хресне ім'я Михайло, 15 жовтня 1911, Босько, повіт Сянік, Лемківщина — 22 липня 1988, Глен-Ков, Нью-Йорк, США) — священник Української греко-католицької церкви, василіянин, знавець церковного права, церковний історик, письменник, педагог.

## Життєпис

### Навчання
Народився в с. Босько в сім'ї Миколи Войнара і Катерини з роду Каршень.
По закінченні 5 класу Місійного інституту ім. св. Йосафата в Бучачі вступив на новіціат оо. Василіян у Крехові 22 серпня 1929 р. Перші чернечі обіти склав 7 квітня 1931 р., а вічні — 12 лютого 1935 р. 16 жовтня 1938 року висвячений на священника владикою Григорієм Лакотою в Перемишлі у василіянській церкві на Засянні. Восени 1939 р. виїхав на студії до Риму, де в Григоріянському університеті вивчав канонічне право, перейшовши всі три цикли: бакалаврат, ліцензіят і докторат. Тоді повторив 4-й рік богослов'я і здобув ліцензіят. Крім того студіював у Священній Римській Роті (2 роки) процесуальне право, в Священній Конгрегації собору (2 роки) адміністративне право, в Папському східному інституті (2 роки) канонічне право Східних Церков. В часі Другої світової війни був висланий на східний фронт перекладачем на італійську мову.

### Душпастирська і викладацька праця
В 1947 р. переїхав до США, де в Глен-Кові штат Нью-Йорк став професором василіянських студентів: навчав канонічного права й етики, а одночасно був радником Філадельфійського Апостольського Екзархату. В 1952 р. був парохом у Вест Айслип, поблизу Нью-Йорка. В 1953 р. іменований віце-ректором Української папської колегії св. Йосафата в Римі, а після двох років — професором східного канонічного права в Католицькому університеті у Вашингтоні, спочатку як асистент, а потім — професор керівник студій канонічного права.
Як знавець канонічного права, о. Войнар займав важливі посади при різних його редакціях: 1) як член Комісії для пристосування Конституцій Чину Святого Василія Великого до нового східного канонічного права; 2) консультор Папської Комісії для Східних Церков у приготуванні Другого Ватиканського собору; 3) виступав як знавець східного канонічного права під час Другого Ватиканського собору; 4) аж до самої смерті був радником Папської Комісії для ревізії кодексу латинського канонічного права. Опрацював для папської Комісії з редакції східного канонічного права епістолярну спадщину Папи Інокентія IV (1243—1254) та Папи Олександра IV (1254—1261).
«Визначався о. Войнар як кропіткий — педантний дослідник, науковий автор і переконливий публіцист. Його основні наукові праці, оперті на архівних матеріалах, появились друком у латинській мові, а його численні наукові розвідки й доповіді поміщені в різних українських й англомовних наукових журналах». Його часто запрошували українські наукові й культурні організації з історичними доповідями. Останній такий захід, у якому він взяв участь, був Науковий Конгрес в системі СКВУ, присвячений 1000-літтю Хрищення Руси-України, що відбувся в Мюнхені з 28 квітня по 2 травня 1988 р. Зачитав тоді доповідь на тему «Право Київської Церкви за св. Володимира Великого. Джерела і збірки». Після повернення з Мюнхена був госпіталізований. Помер у Глен-Кові біля Нью-Йорка 22 липня 1988 р., а похований 25 липня на єпархіальному цвинтарі в Гемптонбурзі, Нью-Йорк.

### Твори
- De Regimine Basilianorum Ruthenorum a Metropolita. Joseph Velamin Rutskyj instauratorum [Архівовано 17 листопада 2015 у Wayback Machine.]. — Roma, 1949 (докторська дисертація, захист 8 липня 1947);
- De Capitulis Basilianorum [Архівовано 17 листопада 2015 у Wayback Machine.]. Roma, 1954;
- Василіяни в українськім народі [Архівовано 17 листопада 2015 у Wayback Machine.]. Рим, 1955;
- Корона Данила в правно-політичній структурі Сходу (Візантії). «ЗНТШ», 1955, т. 164;
- De Protoarchimandrita Basilianorum (1617—1804). Roma, 1958.
- Церковний устав Ярослава Мудрого // Сучасність, № 06 (338), 1989. — С. 56-63.